# Oldřich Flosman
Oldřich Flosman (* 5. April 1925 in Pilsen, Tschechoslowakei; † 12. Oktober 1998 in Prag) war ein tschechischer Komponist.

## Leben
Seine musikalische Ausbildung erhielt Oldřich Flosman 1941–1946 in den Fächern Harfe und Klarinette sowie in Komposition bei Karel Janeček am Prager Konservatorium. 1946–1950 studierte er Komposition bei Pavel Bořkovec an der Akademie der musischen Künste in Prag (AMU). Anschließend arbeitete er für einige Zeit als Assistent an der Kompositionsabteilung der AMU. 1960–1962 war er künstlerischer Leiter und Dirigent des Armee-Kunstensembles „Vít Nejedlý“. 1972–1989 war er Direktor der tschechoslowakischen Urheberrechtsgesellschaft OSA und Mitglied staatlicher künstlerischer Organisationskomitees.
In seiner kompositorischen Ästhetik bewegte sich Flosman weitgehend im Rahmen des vom kommunistischen System postulierten Sozialistischen Realismus, er griff aber auch Einflüsse von Komponisten wie Sergei Prokofjew und Dmitri Schostakowitsch auf. Für seine schöpferische Arbeit wurde er in der ČSSR mit mehreren Auszeichnungen geehrt, darunter dem Klement-Gottwald-Staatspreis (1974), dem Titel „Verdienter Künstler“ (1979) und dem Titel „Nationalkünstler“ (1985).

## Werke (Auswahl)

### Ballett
- Pierrot und Columbine. Ballett in einem Akt (1957)
- Die Partisanin. Tanzszene (1959)
- Der Widerspenstigen Zähmung. Ballett nach Věra Untermüllerová basierend auf der Komödie von William Shakespeare, Libretto: Daniel Wiesner (1960)
- Salzmärchen. Ballett nach Motiven von Božena Němcová, Libretto: Ivo T. Havlů (1982)

### Orchesterwerke
- 3 Sinfonien (1964, 1974, 1984)
- Kubanische Ouvertüre (1962)
- Feuer auf den Bergen. Sinfonische Ouvertüre (1973)
- Ländliche Partita für Kammerorchester (1976)
- Fraternita (1980)
- Philharmonische Variationen (1980)
- Der Weg. Ouvertüre (1984)

### Konzertante Werke
- Concertino für Fagott und Orchester (1956)
- Konzertante Musik für Bläserquintett und Kammerorchester (1965)
- Konzert für Horn und Orchester (1972)
- 2. Konzert für Violine und Orchester (1972)
- Sinfonie-Konzert für Klavier und Orchester (1979)
- Sinfonische Spiele für Bassklarinette, Klavier und Orchester (1983)
- Concerto grosso für Streichquartett und Streichorchester (1985)

### Duo und Kammermusik
- 4 Streichquartette (1956, 1963, 1966, 1988)
- Rebellen-Sonatine für Klarinette und Klavier (1952)
- 2. Nonett für Flöte, Oboe, Klarinette, Fagott, Horn, Violine, Viola, Violoncello und Kontrabass (1967)
- Sonate für Bläserquintett und Klavier (1970)
- Musik für Kontrabass und Streichquartett (1980)
- Serenade für Blechbläserquintett (1981)
- Klavierquintett (1988)
- Musik für Viola und Klavier (1989)
- Suite für zwei Violinen (1995)

### Soloinstrument
- Drei Kinderstücke für Klavier (1951)
- Vier Fugen für Klavier (1967)
- Wasserspiele für Orgel (1981)
- Drei Stimmungen für Gitarre (1988)

### Vokalwerke
- Fünf Madrigale für gemischten Chor a cappella (1965)
- Liebesvariationen für Bariton und Klavier (1966)
- Sekunden des Sieges. Kantate nach Worten von Josef Štěpán für Männerchor und Kammerensemble (1972)
- Briefe an Dich. Vier Lieder nach Worten von Marie Mauerová für Sopran, Flöte und Klavier (1973)
- Er macht dies und er macht das. Zehn volkstümliche Lieder für Kinderchor und Gitarre (1989)